# Porta giratória (política)

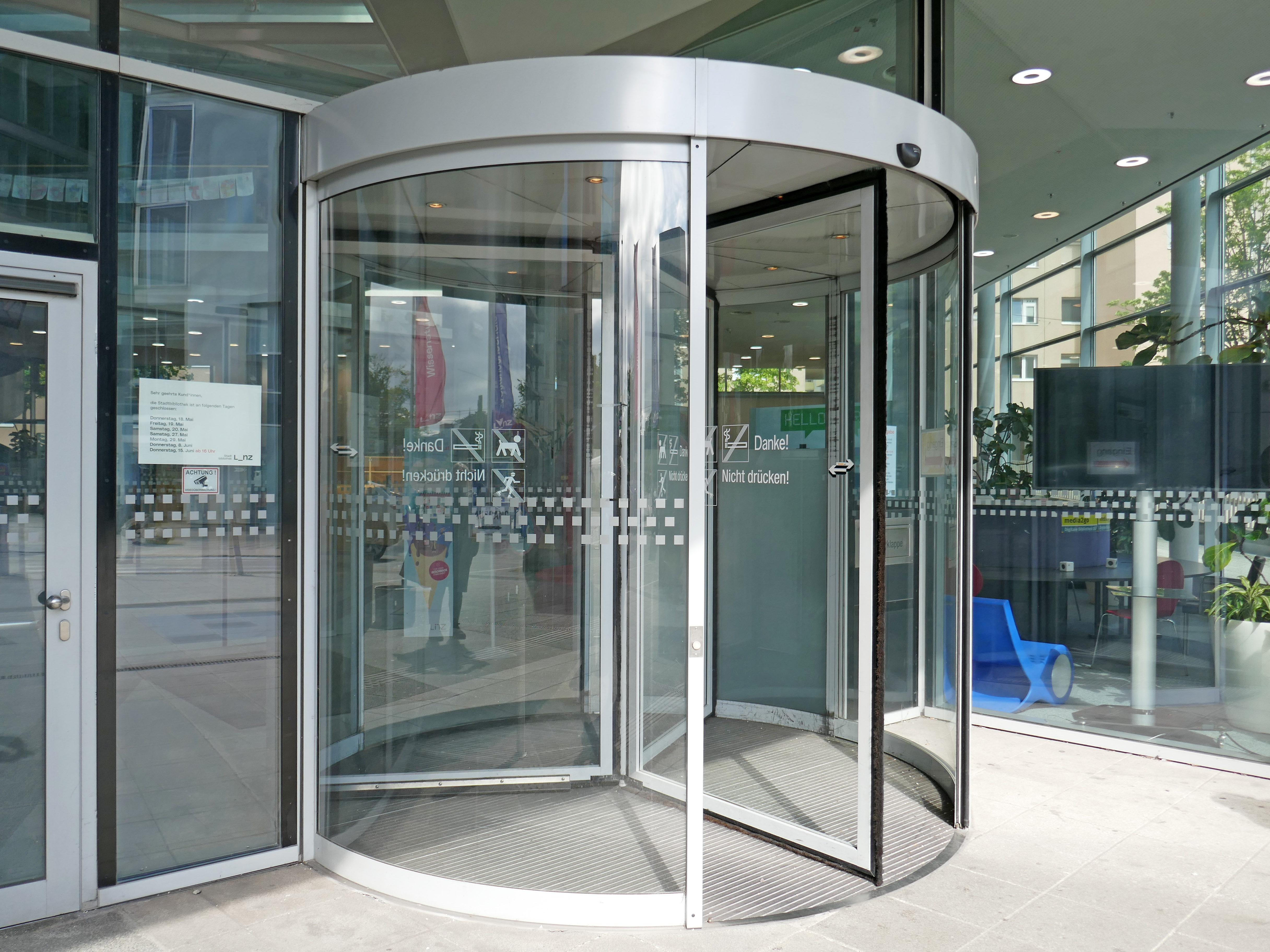
A metáfora da porta giratória é usada para descrever pessoas trocando de cargos da esfera pública para a privada, como trabalhando de juristas a lobistas, e vice-versa.

Porta giratória no contexto da política é uma metáfora para pessoas que ocupavam cargos públicos passem a ocupar posições de lobistas ou consultores na iniciativa privada ao final de seus mandatos, obtendo benefícios próprios de sua anterior ocupação pública e produzindo conflitos de interesse entre a esfera pública e privada.
Alguns autores consideram ainda como porta giratória a passagem de membros do poder público de uma esfera para outra, por exemplo, ministros do executivo passando a ministros do judiciário, pessoas com cargos no judiciário se candidatarem a funções políticas sem se desencompatibilizarem do cargo anterior ou ainda militares da ativa se candidatarem a cargos públicos, e após cumprimento do mandato ou após derrota eleitoral, voltarem a seus cargos.
Um outro conceito metafórico que utiliza a mesma expressão, porém em um contexto diferente e não relacionado, é o da "porta giratória para criminosos", expressão utilizada por políticos da direita brasileira como Flávio Bolsonaro e Sergio Moro. Neste caso, faz referência a eventuais criminosos que seriam capturados pela polícia e em seguida liberados em audiências de custódia.

## Brasil
O Brasil dispõe de legislação para diminuir a porta giratória, nomeadamente a Lei nº 12.813, de 2013, que prevê que pessoas que ocuparam cargo federal cumpram uma "quarentena" de seis meses após a demissão.

### Poder Executivo

#### Governo Lula (2023-presente)
- Rafael Vitale, diretor-geral da Agência Nacional de Transportes Terrestres (ANTT), passou a ser diretor-geral da Companhia Siderúrgica Nacional (CSN).[9]

#### Governo Jair Bolsonaro
- Caio Megale, secretário de indústria e comércio na Secretaria Especial da Fazenda, ligada ao Ministério da Economia, passou a ser economista-chefe na XP Investimentos;[10]
- Jacson Barros, diretor do SUS no Ministério da Saúde, migrou dados para a nuvem da Amazon Web Services, passando em sequência a trabalhar na Amazon como gerente de negócios;[11]
- Mansueto Almeida, ex-secretário do Tesouro do então ministro da economia Paulo Guedes, deixou o governo para ir trabalhar no BTG Pactual, banco que tem Guedes como um de seus fundadores;[10]
- Paulo Uebel, secretário de Paulo Guedes, criou firma para atuar no ramo de água e esgoto e disputar leilões de saneamento em municípios;[12]
- Roberto Castello Branco, indicado por Paulo Guedes para ser presidente da Petrobras entre 2019 e 2021, assumiu o controle da administração da empresa 3R Petroleum, petroleira que mais se beneficiou com a venda de campos de petróleo;[10]
- Sergio Moro, que após deixar de ser ministro da Justiça passou a trabalhar na Alvarez & Marsal, escritório de advocacia com empresas clientes com ações julgadas por ele enquanto juiz.[10]

#### Governo Michel Temer
- Diversos quadros da Vale integrando o Ministério de Minas e Energia;[13]
- Ilan Goldfajn, presidente do Banco Central, era anteriormente economista-chefe do Itaú;[14]
- Nelson Silva, consultor sênior da Petrobras, trabalhava anteriormente na Shell;[15]
- Ricardo Barros, ligado a empresas de planos de saúde, foi ministro da Saúde.[16]

#### Governo Dilma Rousseff
- Joaquim Levy, então ministro da Fazenda, passou a diretor financeiro do Banco Mundial (BIRD).[17] Posteriormente voltaria ao poder executivo federal, já no governo Jair Bolsonaro, como diretor do BNDES.[18]

## Portugal
- Durão Barroso, foi Primeiro-Ministro de Portugal, Presidente da Comissão Europeia e atualmente preside o banco Goldman Sachs International.[19]